# أمير أبرشي

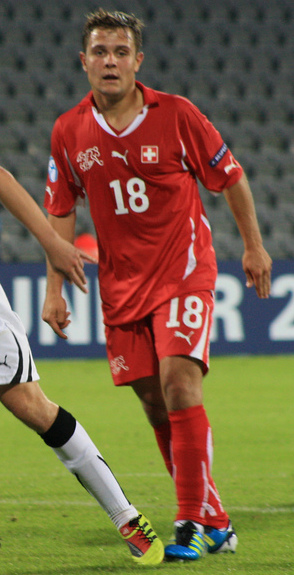
أمير أبرشي

أمير مالوش أبراشي (ولد في 27 مارس 1990) لاعب كرة قدم ألباني محترف يلعب كعامل خط وسط للنادي الألماني سك فرايبورغ والفريق الوطني الألباني. ولقد دعوه المشجعين الألبان «بيتبول».

## مهنة النادي

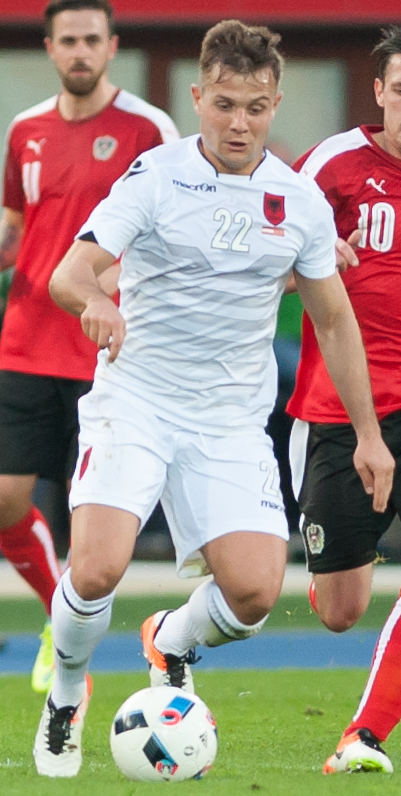
صورة امير ابراشي مع منتخب البانيا

### المهنة المبكرة
ولد أبراشي في بيشوفشيل، سويسرا، إلى الآباء الألبانيين الذين هاجروا من كوسوفو قبل ولادته. نشأ في منطقة كانتون تورغاو وبدأ حياته المهنية في سن ال 12 مع نادي مسقط رأسه، بيشوفشيل. بعد عام، في عام 2003، انتقل إلى فك وينفلدن-بورغلن، حيث أمضى عامين قبل أن يعود إلى ناديه بيشكوفزيل. ومع ذلك، بعد شهر واحد من عودته، انتقل أبراشي إلى فينترتور مع عائلته، حيث انضم إلى نادي فينترتور المحلي، وهو النادي الذي سيبقى فيه لبقية حياته المهنية للشباب.

### فينترتور
بعد الأداء الرائع مع فرق الشباب، استدعى أبراشي لأول مرة إلى الجانب الاحتياطي حتى نهاية موسم 2006-07، مما لأول مرة له في 16 مايو 2007 في سحب غوليس ضد غ بياسشيسي، يأتي في الدقيقة 81 لميشا إيسيلي. بعد عشرة أيام كان في بداية تشكيل للفوز 3-2 بعيدا ضد فك تشور 97. في الموسم التالي، بدأ في فريق الشباب ولكن تمت ترقيته بشكل دائم بضعة أشهر في الموسم، وفي 11 نوفمبر 2007 جاء على كبديل متأخر في خسارة 4-3 ضد نادي سانت غالن الثاني. المباراة التالية بدأ في خط الوسط ضد فك هيريساو في المباراة التي انتهت بفوز 4-1، وسجل أبراشي هدفه التنافسي الأول في الدقيقة 90 من هذه اللعبة. أصبح منتظما في تشكيلة الفريق في النصف الثاني من الموسم، حتى سجل مرة أخرى ضد فك بادن. وقد استحوذت أدائه في الجانب الاحتياطي على اهتمام مدرب الفريق الأول ماثياس والثر، الذي ضم الفريق البالغ من العمر 18 عاما في فريقه لفئة دوري التحدي أمام نادي لا شو دو فون في 27 أبريل 2008. وجاء أبراشي على أنه في الدقيقة 67 بدلا من زميله سيهار فيجولاهي في خسارة 1-0. وقد قام بظهور مباراة أخرى أمام الفريق الأول ضد كل من لوغانو وسري ديليمونت، على التوالي.

## روابط خارجية
- أمير أبرشي على موقع الاتحاد الأوربي (الإنجليزية)
- أمير أبرشي على موقع قاعدة بيانات كرة القدم.إي يو (الإنجليزية)
- أمير أبرشي على موقع بيانات كرة القدم. دي إي (الألمانية)
- أمير أبرشي على موقع ناشيونال فوتبول تيمز (الإنجليزية)
- أمير أبرشي على موقع Soccerbase.com (لاعب) (الإنجليزية)
- أمير أبرشي على موقع Soccerway.com (الإنجليزية)
- أمير أبرشي على موقع عالم كرة القدم.نت (الإنجليزية)
- أمير أبرشي على موقع أوليمبيديا (الإنجليزية)
- أمير أبرشي على موقع AS.com (الإسبانية)